# Јапански јавор (Acer japonicum)
Јапански јавор или паперјасти јапански јавор (Acer japonicum) је мало украсно листопадно дрво или жбун. У Јапану га зову јавор пуног месеца (fullmoon maple - јап. ハウチワカエデ - hauchiwakaede).

## Распрострањеност
Природни ареал простире му се у Јапану, на острвима Хоншу и Хокаидо, као и у Јужној Кореји.

## Опис врсте
У природном станишту достиже висину 5-7 м. Кора дебла је у младости глатка, сивоплава. Код старијих стабала се неправилно љуспа.

Листови су крупни, округласти, пречника 8-14 цм, са 7-11 издужених и на врху зашиљених режњева, оштро назубљеног обода. У младости су свиленасто длакави. У јесен добијају карминцрвену боју. Лисне петељке су густо длакаве.

Цветови су крупни, пурпурни, у чуперцима на дугим петељкама. Цвета пре листања.

Плод чине две крилате орашице. Крила плода дуга су до 2,5 цм. Стоје под правим углом или широко одстоје. Петељка плода је длакава.
- Листови
- Јесењи колорит
- Цвасти
- Плодови

## Услови станишта
Acer japonicum захтева услове сличне као Acer palmatum, али је нешто мање осетљив на хладноћу. Топлољубива је врста. најбоље расте на свежем и плодном земљишту, уз повећану влажност ваздуха.

## Култивари
Варијабилна врста са бројним култиварима који се најчешће разликују према боји и облику листа. Код нас се ретко среће на зеленим површинама.
- A. j. 'Aconitifolium'
- A. j. 'Green Cascade'
- A. j. 'Meigetsu'
- A. j. 'O isami'
- A. j. 'Vitifolium'